# Pferdeköpfe (Giebelschmuck)

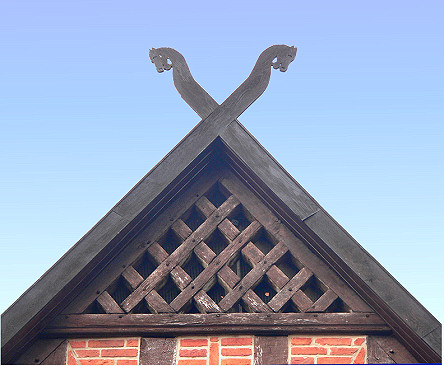
Giebelschmuck in der Wedemark bei Hannover

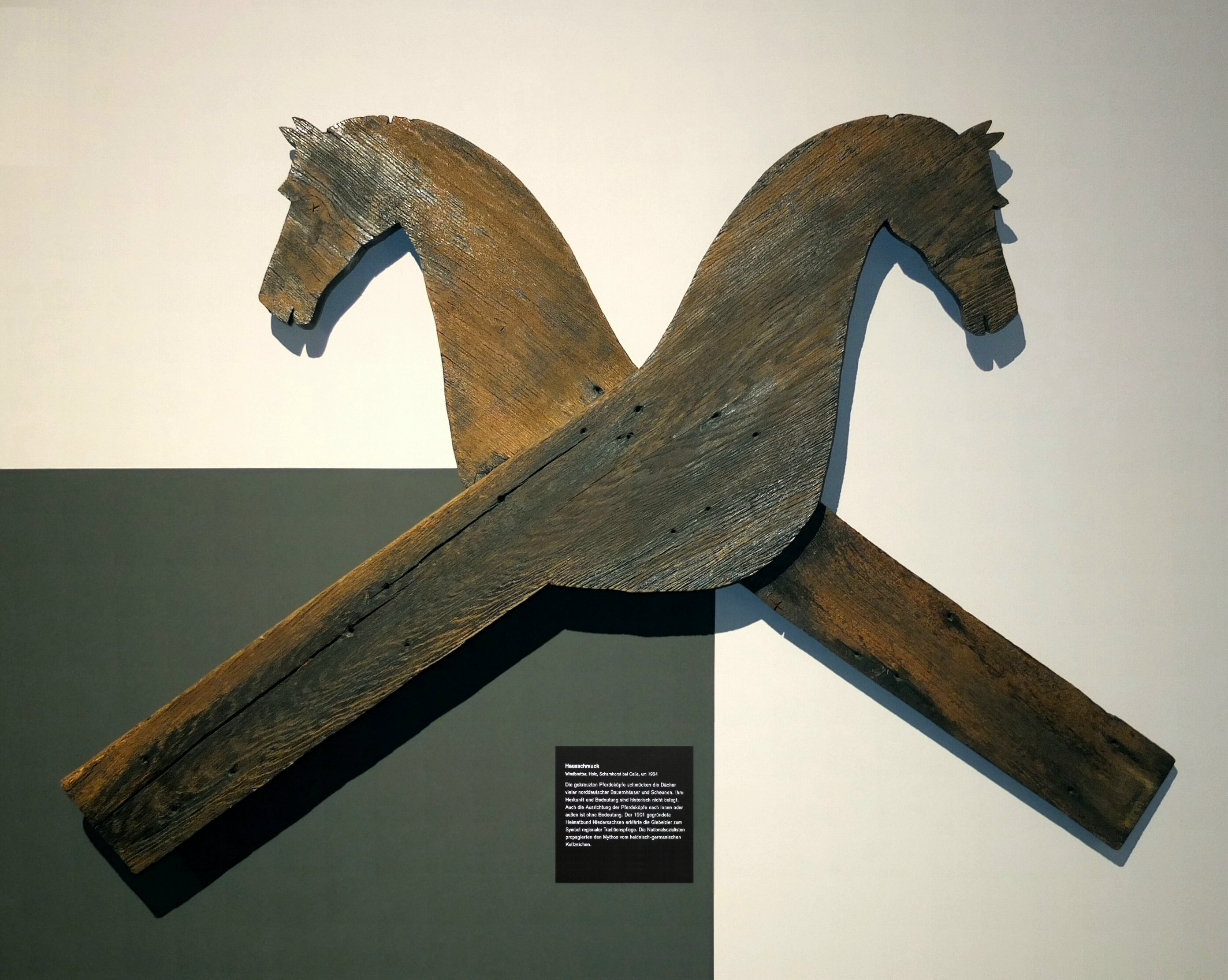
Giebelschmuck mit Pferdeköpfen im Historischen Museum Hannover

Die Pferdeköpfe (seltener auch Köpfe anderer Tierarten), auch als Hengst und Hors oder Rossgoschen bezeichnet, sind eine an niederdeutschen Hallenhäusern häufig zu findende Verzierung der Windbretter am Giebel des Daches. Die Bretter sind etwa einen halben Meter über den Dachfirst herausgezogen und kreuzen sich in Form eines Schragens.

## Praktische Funktion
Oben am Giebel des Hauses befand sich traditionell oft eine Öffnung, das Eulenloch. Durch diese Öffnung konnte der Rauch des Herdes abziehen und es konnten Eulen zum Mäusefangen auf den Dachboden herein. Das Dach war traditionell mit Stroh, seltener mit Reet gedeckt. Um die Kanten (First, Grat) des Stroh- oder Reetdaches vor dem Ausfransen durch Windböen zu schützen, wurden sie oft mit Windbrettern (auch: Windfedern) eingefasst. Am Eulenloch wurden die Windbretter oft über die Spitze hinausgezogen, um Verzierungen anzubringen. Ob die Windbretter auch der Reduzierung von Windgeräuschen dienten, ist unklar.

## Gestaltung

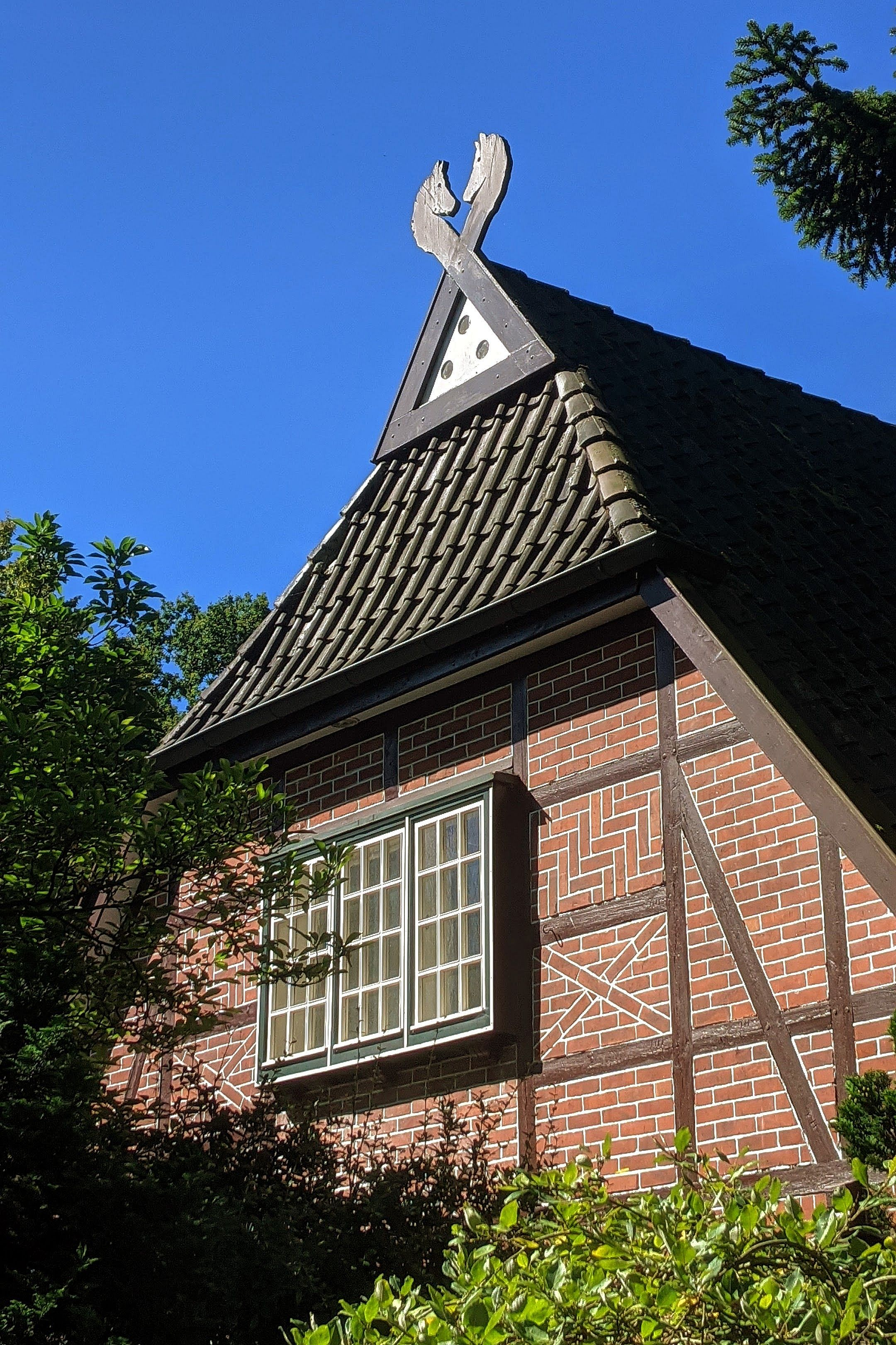
Variante mit nach innen blickenden Pferdeköpfen in Escheburg

In ihrer einfachsten Form wurden aus den Windbrettern zwei einfache, stilisierte Pferdeköpfe ausgesägt oder geschnitzt, die entweder einander zugewandt oder abgewandt waren.
Je nach Geschick und Ambition des Zimmermannes wurden die Köpfe plastisch modelliert, die Mähne und das Zaumzeug der Pferde entsprechend fein ausgearbeitet und die Pferde wurden mit anderen Symbolen (Vögel, Bäume, Blumen, Eichenlaub, Sterne, Sonnenräder, Herzen) geschmückt. Manchmal waren die Giebelbretter derart verschnörkelt, dass sie kaum noch als Pferde zu erkennen waren.

## Geschichte und Symbolik

Bauernhaus mit gekreuzten Pferdeköpfen in Walle bei Braunschweig 1892

Die Symbolik hinter den Pferdeköpfen ist nicht klar überliefert. Der Volksglaube kennt verschiedene Deutungen, die sich aber historisch nicht schlüssig belegen lassen. Auch ist unklar, wie weit die Tradition dieses Giebelschmuckes zurückreicht. Es gibt Anzeichen, dass die Köpfe deutlich jünger sind, als es die verbreitete Deutung als heidnisch-germanisches Symbol glauben machen will. In der Heimatbewegung – insbesondere im Nationalsozialismus – wurde diese Herkunft verherrlicht und verklärt. Tatsächlich gibt es aber aufgrund des Materials und der Witterungseinflüsse an exponierter Stelle keine eindeutigen Belege für eine Verbreitung als Giebelschmuck, die wesentlich älter als 400 Jahre ist. Ein eindrucksvolles Beispiel für die Verbreitung im 16. Jahrhundert in Norddeutschland ist die Rolle des Vicke Schorler, die zahlreiche so verzierte Giebel an den Häusern der Nachbardörfer von Rostock zeigt. Wesentlich ältere Quellen mit Darstellungen von Hauszeichen werden von Richard Wolfram genannt. Insbesondere geht er auf den Teppich von Bayeux aus dem 11. Jahrhundert ein, auf dem zahlreiche unterschiedliche Hauszeichen im Dachbereich dargestellt sind. Der älteste zitierte Fund beschreibt Giebelbretter mit pferdekopfähnlicher Gestaltung in der latènezeitlichen (5.–1. Jahrhundert v. Chr.) Siedlung Wallburg Altenburg im Hunsrück.
Quellen berichten, dass es in Norddeutschland noch im 16. Jahrhundert Sitte gewesen sein soll, zur Gefahrenabwehr echte Pferdeköpfe auf Stangen neben einem Haus aufzustellen. Einige Volkskundler wenden dabei ein, dass ursprünglich Abbildungen aller möglichen Arten von tierischen und menschlichen Fratzen (siehe auch: Neidkopf) zur Gefahrenabwehr an Häusern angebracht wurden. In einigen norddeutschen Gebieten habe sich die Sitte dann zunehmend auf Pferdeköpfe eingeengt. So heißen diese Pferdeköpfe als Giebelschmuck in Mecklenburg heute noch Muulapen (Maulaffen).
In Niedersachsen war und ist das Pferd das mit Abstand am häufigsten verwendete Tiersymbol. Dies ist wohl vor allem darauf zurückzuführen, dass das Sachsenross das Wappentier der welfischen Herzöge ist. Die ältere Forschung ging von einer Verwendung als Wappentier bereits in vorchristlicher Zeit aus. Heute ist diese Deutung jedoch überholt, da eine Verwendung des Pferdes als Heerzeichen o. ä. bei den Altsachsen nicht zu belegen ist.
Auch die Symbolik hinter der Blickrichtung der Pferde (nach innen oder nach außen) und der Anzahl der Zügel ist unklar. Im Volksglauben sind verschiedene Deutungen verbreitet, die sich aber allesamt nicht historisch oder statistisch belegen lassen.

## Verbreitung

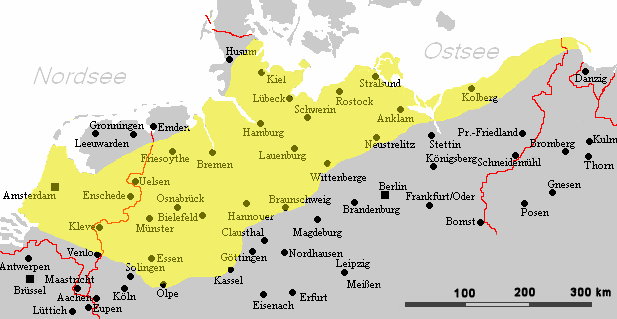
Verbreitung des Hallenhauses an Nord- und Ostsee

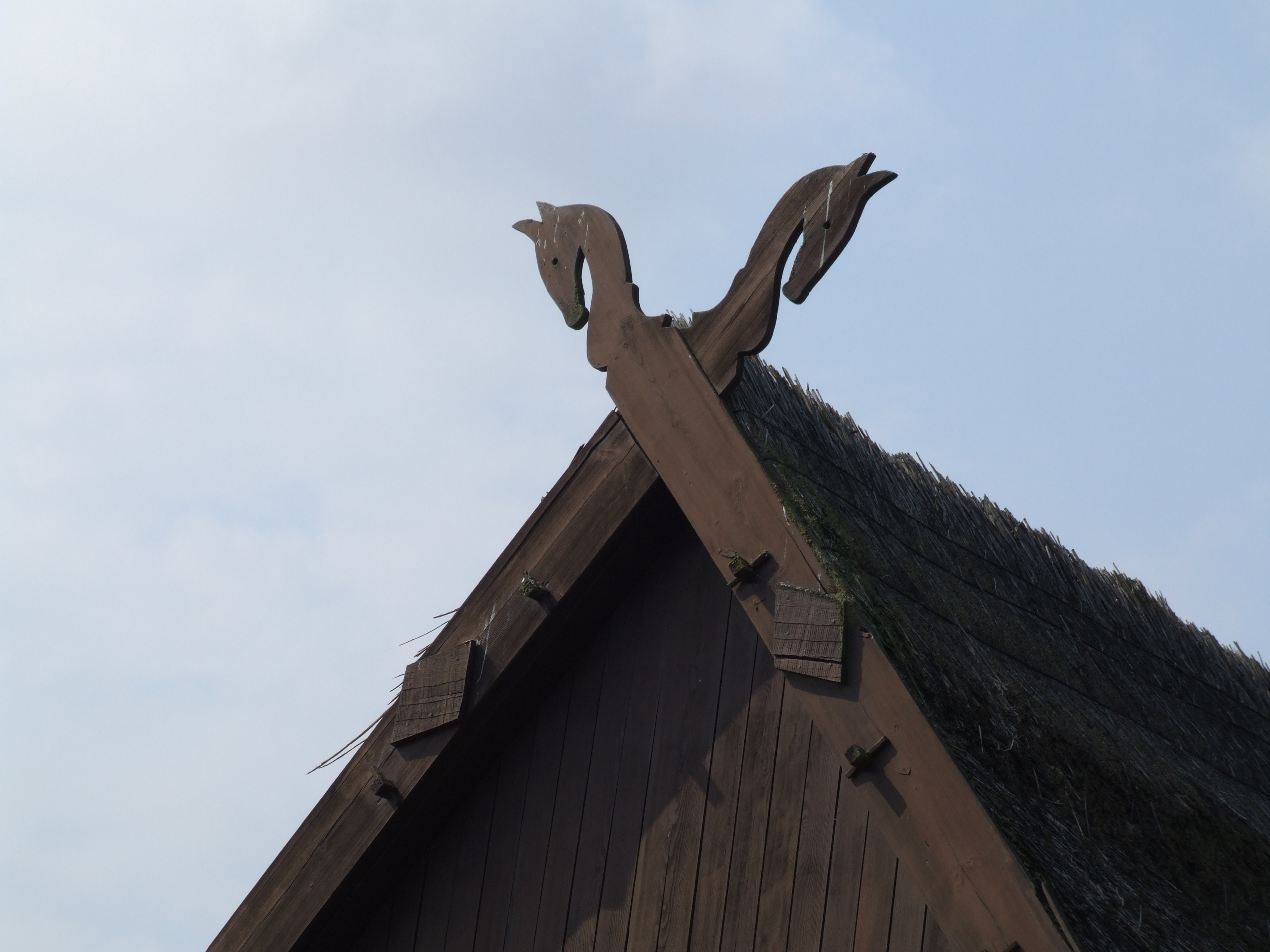
Traditioneller Giebelschmuck in Mecklenburg-Vorpommern

Das größte Verbreitungsgebiet ist Norddeutschland und beginnt im Westen in den niedersächsischen Einflussgebieten der Niederlande und in Westfalen. Von dort erstreckt es sich über Friesland, das Alte Land und Lüneburg in Niedersachsen über Holstein, Mecklenburg und Pommern bis Ostpreußen. Das Verbreitungsgebiet wird insbesondere im Westen durch Einsprengsel mit Giebelpfählen (Westfalen, Hannover), Schwanengiebeln (Friesland), Hinkklauen (holsteinische Elbmarschen) und ornamental aufgelösten Hauszeichen (Altes Land) unterbrochen. Auch in Skandinavien, dem Baltikum und Polen sind diese Hauszeichen in den angrenzenden Gebieten anzutreffen. In Mitteldeutschland sind bzw. waren Pferdekopfgiebel vereinzelt im Westerwald, im Siegerland und in Thüringen vorhanden. Ein weiteres großes Verbreitungsgebiet befindet sich in Teilen von Österreich (Niederösterreich, Tirol) und den angrenzenden Gebieten in Oberbayern, Tschechien (Südböhmen), der Schweiz (Engadin), aber auch in noch oder einst deutschbesiedelten Gebieten in Norditalien und Südosteuropa. Auch in Nordrussland sind ähnliche Konstruktionen weit verbreitet. In England und in den romanischen Ländern kommen diese Hauszeichen dagegen nicht vor.

## Verwendung als Wappensymbol
Insbesondere in neuerer Zeit (ab Anfang des 20. Jahrhunderts) hielten die gekreuzten Pferdeköpfe im Rahmen der Heimatbewegung Einzug in die Heraldik. Viele Gemeinden verwendeten die gekreuzten Giebelbretter im Wappen als Zeichen einer vermeintlich germanischen oder altsächsischen Tradition.
Als gemeine Figur werden zwei Bretter gekreuzt, die an ihren oberen zum Schildhaupt zeigenden Enden überwiegend in stilisierte Pferdeköpfe auslaufen. Diese können auswärtsgekehrt, abgewendet oder zugewendet sein, das heißt, sie blicken nach rechts und links oder sehen sich an. Es sind auch andere Enden der gekreuzten Bretter möglich. Alle heraldischen Farben können angewendet werden.

### Genossenschaften
Die Pferdeköpfe sind auch das Markenzeichen der Raiffeisen-Genossenschaften. Die Raiffeisengenossenschaften, insbesondere die Raiffeisenbanken in Deutschland, Österreich und Südtirol, verwenden ein stilisiertes Giebelkreuz aus gekreuzten Pferdeköpfen als ihr Markensymbol. In Deutschland gibt es seit 2002 ein gemeinsames Logo von Volksbanken und Raiffeisenbanken, das aus einem halben Volksbanklogo und einem halben Giebelkreuz zusammengesetzt ist.
Nach einer Eintragung auf der Internetseite der Raiffeisenzentralbank Österreich wurde dieses Schutzzeichen deshalb eingeführt, weil es Schutz und Sicherheit für die Mitglieder symbolisiert. Das Giebelkreuz war in Deutschland seit 1935 als einheitliches Markenzeichen von Raiffeisen gebräuchlich. Laut einem Bericht der Oberösterreichischen Raiffeisenlandesbank haben es die österreichischen Raiffeisengenossenschaften zwischen 1942 und 1944 eingeführt.

### Beispiele als Wappenfigur

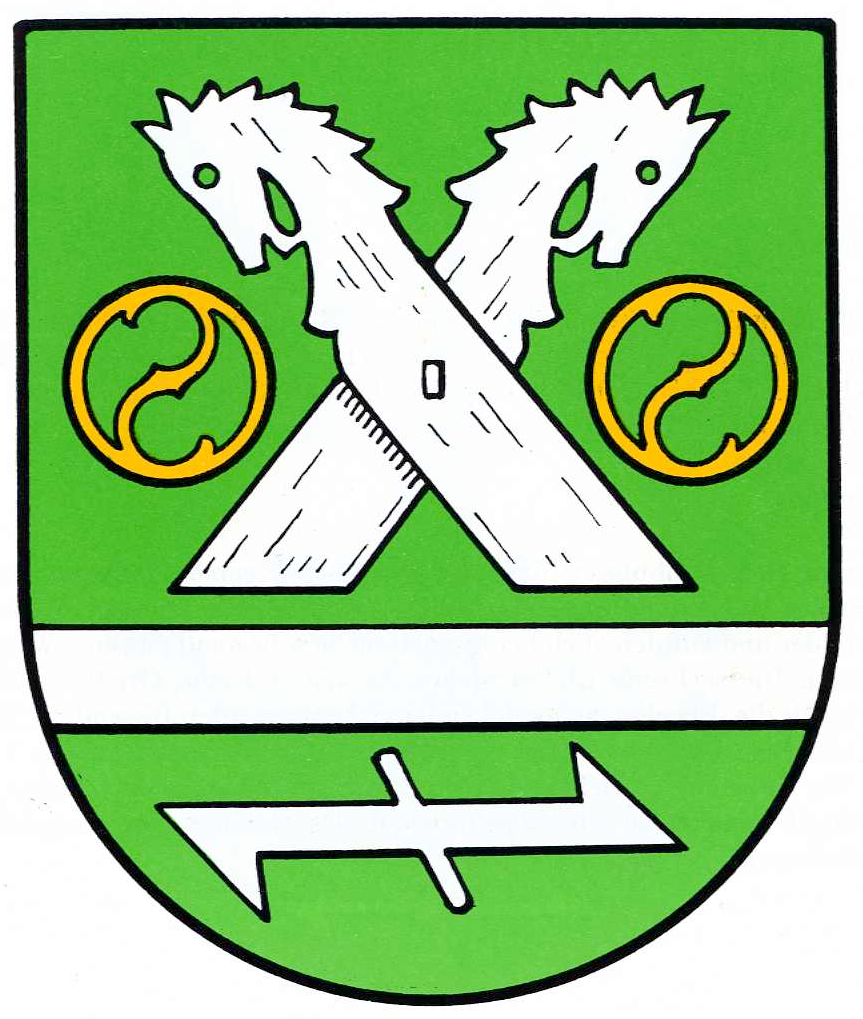
Abbensen
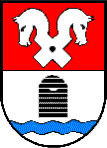
Bad Fallingbostel
Hamm/Sieg (Geburtsort von F. W. Raiffeisen)
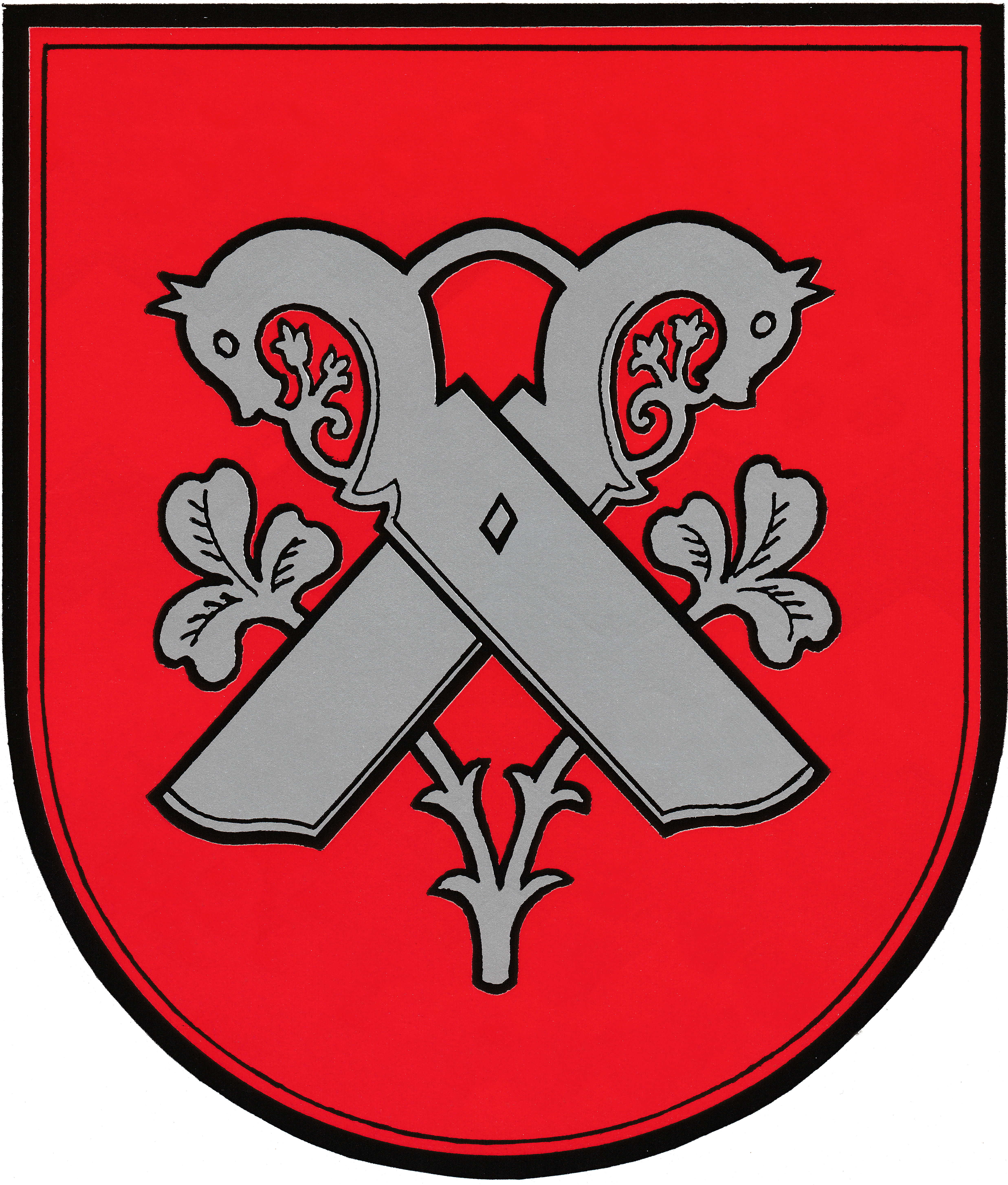
Kehdingbruch
Landkreis Nienburg/Weser
Rullstorf
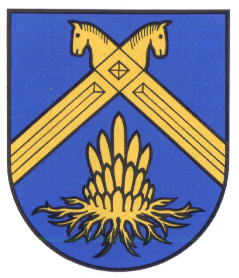
Wipshausen
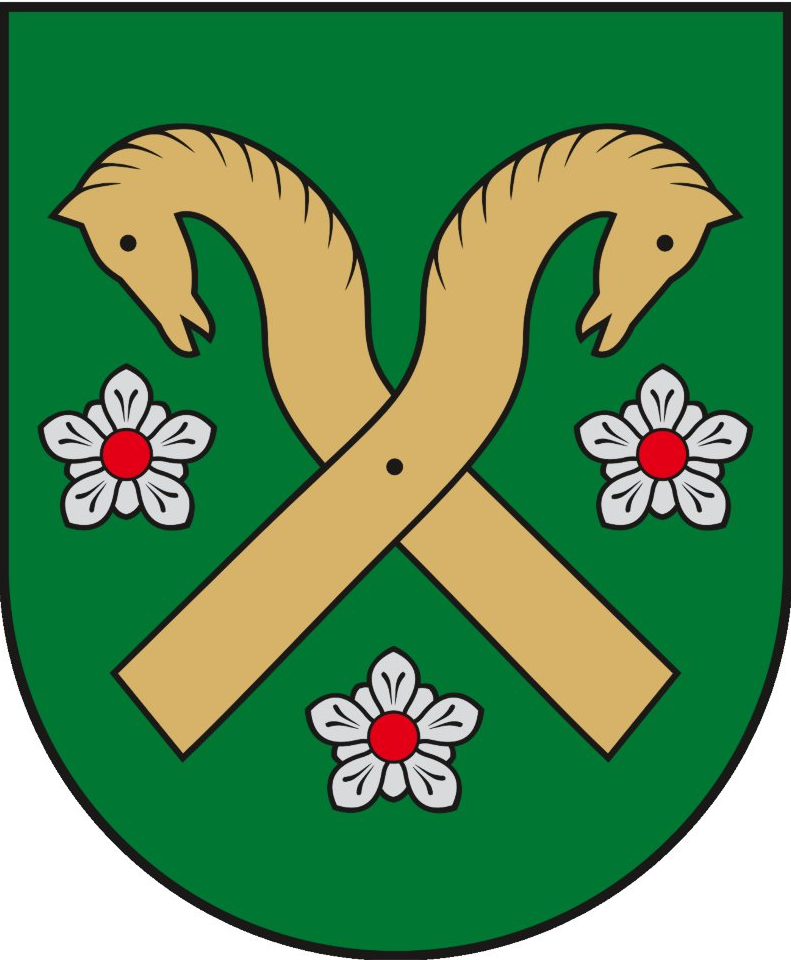
Ilgakiemis (Litauen)
Buchholz in der Nordheide

### Beispiele als Symbol

Logo des Deutschen Raiffeisenverbandes
Logo des Österreichischen Raiffeisenverbandes
3. Panzerdivision (Bundeswehr)

## Andere Giebelfiguren
Aus dem Alten Land sind gekreuzte Schwanenhälse bekannt, aus dem Spreewald gekreuzte Schlangen. Das Wappen des dänischen Amtsbezirks Vestsjællands Amt enthält zwei Basiliskköpfe in dieser Anordnung. Allgemein wurden Giebelbretterenden seit der Gotik auch mit Giebel-, First- oder Kreuzblume verziert.

Jork (Details) (Schwäne)
Vestsjællands Amt (dänisch)